# Ka'dar Hollman
Ka'dar Hollman (Trenton, Nueva Jersey, 18 de septiembre de 1994) es un jugador profesional estadounidense de fútbol americano que se desempeña en la posición de cornerback en Baltimore Ravens, equipo de la National Football League (NFL).

## Carrera
Fue seleccionado en la sexta ronda en la Reunión Anual de Selección de Jugadores de la NFL de 2019. Hizo su debut profesional con el equipo Green Bay Packers, en el cual jugó tres temporadas (2019-2022), después pasó a San Francisco 49ers (2022-2023), luego a Houston Texans (2023-2024), posteriormente a Baltimore Ravens, donde lleva jugando una temporada.